# Дилдо (Њуфаундленд)
Дилдо (енгл. Dildo) је градић у Тринити заливу, на острву Њуфаундленд, покрајина Њуфаундленд и Лабрадор, Канада. Налази се око 100 km северозападно од Сент Џона.
Дилдо је основан почетком 19. века ради експлоатације морских добара. Главни извор радних места представља прерада рибе и мала предузећа.
У овом месту туризам је у повоју. Место поседује неколико мањих пансиона, а 2001. године понело је награду Хероусмит магазина за једно од десет најлепших малих места у Канади.
Сам назив овог градића изазива велико интересовање. Постоји више верзија о томе како је градић добио баш ово име.